# Sollicitudo Rei Socialis
Sollicitudo Rei Socialis (Забота о социальных вещах) — седьмая по счёту энциклика Папы римского Иоанна Павла II, опубликованная 30 декабря 1987 года. Энциклика посвящена социальному учению Католической церкви и рассматривает глобальные социальные, экономические и политические проблемы современного мира. Приурочена к 20-летию выхода в свет энциклики Populorum progressio и во многом перекликается с ней и с другими папскими «социальными энцикликами».

## Структура
Энциклика состоит из 7 глав.
- Введение
- Новизна энциклики Populorum progressio
- Панорама современного мира
- Естественное человеческое развитие
- Богословское учение о современных проблемах
- Отдельные частные вопросы
- Заключение

## Содержание
Задача энциклики — дать нравственную и теологическую оценку современной ситуации в области общественных отношений и определить социальные задачи Церкви, связанные с ней.
Хотя «Sollicitudo Rei Socialis» является энцикликой Иоанна Павла II и воплощает собой его папский авторитет, этот документ был результатом тщательных консультаций и дискуссий в Римской курии. В отличие от ряда энциклик, которые Иоанн Павел II написал полностью самостоятельно, данная стала плодом долгой работы множества людей. Иоанн Павел II приготовил ряд главных пунктов, которые он хотел отразить в новой энциклике. Черновой вариант энциклики был подготовлен специальной комиссией, и передан на корректировку папе, а также разослан по епископским конференциям всего мира. Результаты обзора полученных замечаний были также переданы Папе для финальной редакции.
Рассматривая существующие в мире системы, энциклика подтверждает принцип «равноудаленности» Ватикана от общественно-политических систем. «Социальное учение церкви, — записано в ней, — критически относится как к либеральному капитализму, так и к коллективистскому марксизму». Данный тезис был весьма критично принят антикоммунистически настроенными комментаторами на Западе. Так один из них писал о неспособности Иоанна Павла II «различать кристально ясную грань между воззрениями Маркса, Ленина, Мао Цзэдуна и Пол Пота, с одной стороны, и Локка, Джефферсона, Линкольна и Черчилля — с другой».
Большое внимание в энциклике уделено развивающимся странам «третьего мира» (папа даже говорит о «четвёртом мире», объединяющим самые бедные страны мира). Иоанн Павел II констатирует, что за 20 лет со дня выхода Populorum progressio проблемы развивающих стран не уменьшились. Хотя папа подчёркивает связь между экономическим отставанием и социальными и культурными бедами общества, в то же время он критикует т. н. «экономизм» — идею о том, что накопление благ необратимо ведёт к человеческому счастью.
Иоанн Павел II признаёт, что Церковь не может дать универсального рецепта для преодоления проблем современного мира, но настаивает, что Церковь может внести свой вклад в попытки их решения, в первую очередь в вопросах помощи бедным и нуждающимся и стремлением людей к социальной справедливости. Энциклика не одобряет теологию освобождения с её марксистскими элементами, но одобряет стремление людей к освобождению от любых форм рабства.